# 5-羟基胞嘧啶
5-羟基胞嘧啶是一种氧化形式的胞嘧啶，与C到T转换突变的频率增加有关，有些则是C到G颠换。它不会扭曲DNA分子，并且很容易被复制性DNA聚合酶绕过。它已被证明在体外错误编码腺嘌呤。
5-羟基胞嘧啶对于平行DNA三链体的形成必不可少，这解释了为什么平行三链体仅在pH值为6及以下形成。